# Henrik Castenschiold (1783-1856)
 Der er flere personer med dette navn, se Henrik Castenschiold (1818-1908).
Henrik Gisbert Castenschiold (30. januar 1783 i København – 1. juli 1856 i Skælskør) var en dansk godsejer og officer, bror til Johan Carl Thuerecht Castenschiold og far til Carl Castenschiold.
Han var søn af officeren Joachim Castenschiold, blev kornet à la suite i sit 4. år ved Livgarden til Hest, sekondløjtnant à la suite i sit 6. år ved sjællandske regiment ryttere, premierløjtnant 1794, ritmester 1801, eskadronschef 1810 og major 1812. Samme år udnævntes han til 1. medlem af Remontekommissionen, der i 1813 også havde at gøre indkøb af heste til den franske regering. Denne forretning gav gode sportler, men kommissionen synes ikke at have været nøjeregnende ved disses oppebørsel, og Castenschiold tilpligtedes senere for sit vedkommende at tilbagebetale staten en sum penge og ikendtes fæstningsarrest for sin regnskabsførelse. 1820 afgik Castenschiold, der ved faderens død 1817 havde arvet herresædet Borreby, fra tjeneste ved kommissionen og stod à la suite indtil 1829, da han indtrådte i sit tidligere regiment – nu sjællandske lansenerer – som oberstløjtnant. 1833 blev han oberst, 1838 chef for holstenske lansenerer og 1842 generalmajor og chef for 2. kavaleribrigade.
Ved oprørets udbrud i 1848 var han i Christian Høegh-Guldbergs fraværelse midlertidig kommanderende general for Nørrejylland og Fyn og havde i denne egenskab fra stabskvarteret i Odense at træffe de første foranstaltninger til sikring af Nordslesvig, men blev derpå af A.F. Tscherning sendt til Jylland for at organisere hestfolket af den folkevæbning, som da påtænktes rejst. Castenschiold kom dog ikke i virksomhed, thi regeringen fastholdt kun i kort tid tanken om en sådan rejsning, og i begyndelsen af det følgende år tog han sin afsked fra krigstjenesten.
Castenschiold var 1826 udnævnt til kammerherre, 1835 til Ridder af Dannebrog, 1841 til Dannebrogsmand og 1845 til Kommandør af Dannebrog.
Han ægtede 9. november 1804 sit søskendebarn Augusta Frederikke Castenschiold (6. juni 1778 – 19. januar 1852), datter af generalmajor, krigs- og landkommissær Jørgen Frederik Castenschiold til Hørbygård og Johanne Vilhelmine f. von Grevenkop, men ægteskabet opløstes ved skilsmisse 1827, og Castenschiold giftede sig derpå 2. gang med Anna Margrethe Wegener (13. august 1808 – 31. august 1875), datter af kammerherre, oberst og chef for sjællandske lansenerer Carl Ludvig Wegener (29. januar 1770 – 12. december 1829) og Anna Margrethe f. Røttker. Han døde 1. juli 1856 i Skælskør.
Han er begravet i Magleby Kirke.
Der findes et portrætlitografi fra 1866 af I.W. Tegner & Kittendorff.